# ひらけ!ポンキッキ
『ひらけ!ポンキッキ』は、フジテレビ系列局ほかで放送されたフジテレビ制作の幼児、子供向けテレビ番組。制作局のフジテレビでは1973年（昭和48年）4月2日から1993年（平成5年）9月30日まで放送。

## 概要
1969年に誕生し、日本ではNHKが放送していた『セサミストリート』の高視聴率に刺激を受けたフジテレビの当時の社長であった鹿内信隆が、1971年から同社の総合研究所に高度の幼児教育番組開発を依頼。研究が一定の成果を収めた1973年4月から、3歳 - 6歳児向けの番組として放送を開始する。
番組内容は、自然・社会・言葉・数・しつけ・リズム・感覚の7つのカリキュラムで構成。『セサミストリート』と同様に物語性を重視せず、テンポの速いアニメーションや歌、踊り、人形や出演者の一人語り、対話、絵などを組み合わせながら、知らず知らずの内に教育効果を上げる目的で製作しており、カリキュラム作りには、大学教授を含む児童心理学や保育学などの専門家11人がブレーンとして参加。他にも、幼稚園の教師や学生、医者など50人が随時意見を述べながら、番組作りに参加していた。
ゴールデンタイム以外の児童向けレギュラー番組（30分枠）の製作費が一本あたり30～40万円だった時代に、破格の100万円以上を投じた教育番組であり、フジテレビの報道番組部長でもあった五社英雄がチーフ・プロデューサーに就任。演出は野田宏一郎（現：野田昌宏）ディレクターが担当。レギュラー出演者はペギー葉山以外にも、三波伸介を予定していた。
番組開始の2年半前から下準備をし、当時まだ無名だった高田文夫が開始初期ほとんどの企画と構成台本をひとりで発案した。その後高見映（高見のっぽ）が構成作家になる。
1973年4月の放送開始時には月曜日 - 金曜日の午後2時からの放送だったが、この枠は、開局時から主婦向けの帯バラエティ番組だった。1975年より朝8時台の放送となり、以来長年にわたり「朝の顔」として親しまれるようになる。朝の8時台に移ってからの視聴率は平均5%と決して高くはなかったが、後に一部時間帯で競合して裏番組となった日本テレビの『おはよう!こどもショー』の視聴者が本番組に移行したことで視聴率が激減した同番組を終了に追いやった以降は、朝の時間帯では民放ではほぼ唯一の子供向け番組としての地位を確立した。
現在に至るまで放映された日本のすべてのテレビ番組中でもっとも受賞が多い番組である。
主に発達心理学を駆使したミニコーナーなど幼児教育、情操教育を中心に、5歳児以降（ガチャピンとムックは5歳である。2人は4月2日生まれ）をターゲットに製作されている。メイン司会の「おねえさん」（数年ごとに交代する）と番組キャラクターのガチャピン、ムックが出演。また「おにいさん」が出演していた時期もある。
ペギー葉山が出演していた1988年3月までと、放送時間が拡大しうしろ髪ひかれ隊が主題歌に起用された同年4月以降の時期とでは内容にも多くの変化があり、後者では当時人気絶頂期にあった光GENJIなどのアーティストが楽曲を歌ったり、英語教育コーナーの導入、イギリスで放送されていた『きかんしゃトーマス』が開始される大幅なリニューアルが行われた。会長がこのリニューアルと同時期に逝去した鹿内春雄から鹿内宏明へ交代した後もフジテレビの看板番組として親しまれ、20年半・5000回以上に渡り続いた。
番組開始20周年を迎えた1993年の秋改編でネットニュース枠の『FNN おはよう!サンライズ』と子供番組の『ウゴウゴルーガ』以外の朝帯の番組を大幅に刷新し、5時台と7時台に生放送の情報番組新設が決まった。その情報番組は、5時台に高齢者向け情報番組『オルトレ・イ・チンクワンタ』（『オルチン』）、7時台に関しては『ひらけ!ポンキッキ』としての放送を9月で終了させたうえで放送時間を1時間に拡大し、視聴者層を小学生・中学生まで拡大した幼児・児童向けの情報生番組『Super Kids Zone ポンキッキーズ』として大幅リニューアルする事となった。しかし、前者は半年で終了し、後者も半年後に放送時間を夕方に移動した際に情報番組の要素を排除し、元の収録番組に戻している。『ポンキッキーズ』移行後も幼児教育・情操教育の基本姿勢は崩されなかった。

## タイトルの由来
かつてフジテレビ系『なるほど!ザ・ワールド』にて出題された問題で「『ポンキッキ』の名の由来」を問うものがあり、正解は「当時のフジテレビ社長の浅野賢澄（元郵政省事務次官）は小説を書くのが趣味で、自作の小説内に登場させた『ポンキッキ博士』の語呂が良かったので、そのまま番組名に採用した」と社長本人が出演して語っていた。
当番組は、方向性は異なるもののアメリカの教育番組『セサミストリート』をモデルに作られており、『ひらけ!』の部分は『セサミ』と同じく『アリババと40人の盗賊』のセリフ「ひらけ胡麻」（Open Sesame）から採られている。
没タイトルにも「ごま横丁」という案があった。

## 番組内のコーナー
おねえさんとガチャピン、ムックの掛け合いを描いたシーンの合間に以下のコーナーが挿入される。スポットや歌など一部は『ポンキッキーズ』になった後も2018年のシリーズ終了まで放送され、2006年からの『ポンキッキ』からはBSフジの放送に限り、左右にサイドパネルをつけたり、上下をカットして16:9にアップコンバートして放送されていた。

### 歌
ほぼ全てがこの番組のために制作された。シングルレコード450万枚以上を売り上げ（オリコン調べ）、日本におけるシングル盤売上記録1位作品の「およげ!たいやきくん」（企画をしたのは当時構成を担当していた高田文夫）をはじめ、「いっぽんでもニンジン」「パタパタママ」「ホネホネ・ロック」「はたらくくるま」「まる・さんかく・しかく」「カンフーレディー」といったヒット曲も出た。「NINJIN娘」の田原俊彦などの歌手の他、俳優やタレントとして知られている著名な芸能人が歌っている歌も多い。
『ひらけ!ポンキッキ』から市販されたシングルレコードの1作目は1975年発売の「たべちゃうぞ」（キャニオン CX-101、歌：ガチャピン（矢沢邦江））である（2作目は「およげ!たいやきくん」）。それ以前にも非売品の『ポンキッキレコード』（フェデップシリーズ）なるシングルレコードが、フジテレビ総合研究所（キャニオン・レコード）からいくつか発表されていた。『ひらけ!ポンキッキ』から市販されたLPの1作目は1973年発売の『ひらけ!ポンキッキ』（キャニオン E-1012）である。番組関連の音楽作品は後の「P-kie'sメロディ」などを含め、シリーズの多くがポニーキャニオン（旧：キャニオン・レコード）からの発売であるが、1975年発売のLP『ひらけ!ポンキッキ』（キング SKM-2229）はキングレコードからの発売であった。
長らくポニーとキャニオンレコードで本番組の音楽担当だった小島豊美ディレクターは1980年代前半頃から関与しない楽曲（「NINJIN娘」など）が増え、1986年発売の「からだ元気?／はたらくくるま」（キャニオン 6G0086）を最後に番組から離脱した。続いて出された1987年発売の「さすらいのカメ・ハメハ／はたらくくるま2」（キャニオン 6G0087）では渋谷優子ディレクターが担当した。
中期オープニングの「青い空白い雲」とエンディングの「かもめは空を」 は、奈良橋陽子が作詞、ゴダイゴのタケカワユキヒデ（本名の「武川行秀」名義）が作曲を手がけ、元ザ・タイガースのかはしかつみが歌っていた（後の『ポンキッキーズ21』で20th Centuryの井ノ原快彦とブラザートムがカバー）。
2004年にはベスト盤である『ポンキッキーズ30周年記念アルバム ガチャピン&ムックが選ぶポンキッキーズ・ベスト30』が発売された。しかしOP・ED曲で人気の高い「青い空白い雲」「かもめは空を」は収録されなかった。「青い空白い雲」ののこいのこ版の音源は、2012年発売の『のこいのこ大全リターンズ』に収録された。
なお、「青い空白い雲」「かもめは空を」のオリジナル音源が収録されているメディアは、かつて通信販売限定で発売されていた『ひらけ!ポンキッキ』の教育セット『ひろがるせかい』（1979年発売）付属のカセットテープのみである。

### ミニコーナー（スポット）
文字や数字の意味、数の概念、色の名前などを15 - 30秒程度で紹介するというコーナー。（リトルスタジオインク社が制作）映像はアニメーション（特にクレイアニメ・スキャニメイトなど）が多い。
BGMとして使用された曲は、イントロや、ワンフレーズである。邦楽ではピンク・レディー、キャンディーズなどのアイドル歌謡曲や民謡、ロックンロール、コミックソングも使用されていた。洋楽ではロックンロールやソウル、オールディーズと多岐にわたって使われている。特にビートルズの楽曲はイントロやアレンジなど含めて頻繁に使用されている。ナレーションは田中真弓など。

### しつけ
ペギー葉山が登場し、子供達に「好き嫌いをせずにんじんを食べましょう」「花火は大人と一緒にしましょう」などと告げ、望ましい行動やしてはいけない行動といった道徳をやさしく諭す。

### 寸劇（サブコア）
はせさん治、パンチョ加賀美のコンビが、コント仕立ての寸劇を行う。内容には数や記号などの紹介も含んでいる。中には、強盗が縛った被害者に刺したナイフを「一本、二本」と数えるというブラックなものもあった。また、「料理番組」のパロディもあったが、1、2回程しか放送されなかった。

### 実写映像（コア）
実写映像で動物や植物、自動車をはじめとした乗り物などを紹介するコーナー。海の生物を紹介する際はガチャピンが海に潜ることもあった。

### コーナードラマ
番組内で独立して放送されたアニメや人形劇など。

#### Plonsters
粘土でできたモンスターたちの騒動を描くドイツ製のコメディクレイアニメ。オープニングとエンディングはカットされ本編のみ放送されたため、視聴者にタイトル名や制作国は知られていなかった。

#### ポンキッキ めいさくわーるど / ポンキッキ むかしばなし
1988年4月4日 - 1990年3月23日放送（むかしばなしは1989年10月2日 - 12月8日）。
スタジオジュニオ制作のセルアニメと、INC（LSI）制作の静止画（イコノグラフィー）をまぜる形で放映（リピート放映あり）。途中4話が「ポンキッキ むかしばなし」として放映された。扶桑社から単行本が、ポニーキャニオンからVHSビデオが発売されている。
放映リスト
ポンキッキ めいさくわーるど
1. おやゆびひめ
2. みにくいあひるのこ
3. はだかの王さま
4. ジャックと豆の木
5. アラジンとまほうのランプ
6. ピノキオ
7. そんごくう
8. そんごくう2
9. しらゆきひめ
10. トム・ソーヤーのぼうけん
11. ロビン・フッドのぼうけん
12. シンデレラ
13. ひなぎく
14. 海底二万マイル
15. アリババと40人のとうぞく
16. ほらふき男爵のぼうけん
17. オズのまほうつかい
18. ロバの王子
19. クリスマスキャロル
20. くるみわり人形
21. アルプスの少女ハイジ（1989年4月3日 - 4月7日）
22. シンドバッドのぼうけん（1989年4月10日 - 4月14日）
23. 母をたずねて三千里（1989年4月24日 - 4月28日）
24. ふしぎな地底大冒険（1989年5月8日 - 5月12日）
25. 宝島（1989年5月22日 - 5月26日）
26. 白鳥のみずうみ（1989年6月5日 - 6月9日）
27. オズのオズマ姫（1989年6月26日 - 6月30日）
28. ハメルンのふえふき（1989年7月17日 - 7月21日）
29. ドン・キホーテのぼうけん（1989年8月28日 - 9月1日）
30. ふしぎの国のアリス（1989年9月18日 - 9月22日）
31. 白鳥の王子（1990年1月22日 - 1月26日）
32. フランダースの犬（1990年2月5日 - 2月9日）
33. ゆきの女王（1990年2月19日 - 2月23日）
34. 三びきのこぶた（1990年3月5日 - 3月9日）
35. 秘密の花園（1990年3月19日 - 3月23日）
36. ピーターパン

ポンキッキ むかしばなし
1. おむすびころりん（1989年10月2日 - 10月6日）
2. うらしまたろう（1989年10月16日 - 10月20日）
3. さるかに合戦（1989年11月6日 - 11月10日）
4. ももたろう（1989年12月4日 - 12月8日）
5. つるのおんがえし（未放送）

#### アップルポップ
1988年 - 1992年まで放送。
擬人化された動物の村に住むオオカミ一家の少年チッポ（声：折笠愛）を主人公とした人形劇。キャラクターデザインは鳥山明、脚本は島田満・山田隆司、音楽は菊池俊輔。STUDIO NOVA、ポニーキャニオンとの共同制作。

#### きかんしゃトーマスとなかまたち
1990年10月4日から放送開始。喋る機関車と人々の関わりを描いたイギリス製の人形劇。特に人気が高く、『ポンキッキーズ』以降も継続し、2007年10月に放送権を返上するまでの17年間にわたり放送された（ひらけでは第1シリーズ - 第3シリーズを放送）。

#### おてんきボーイズ
1991年4月1日 - 同年9月27日放送。
1991年4月から9月にかけて放映されたこの作品のオリジナル短編アニメーション作品。おてんきむらに住む、お天気をモチーフとしたキャラクターたち（はれたん、あめたん、くもたん、ゆきたん、ごろたんら）のにぎやかな日常を描く。
登場人物
はれたん
声：杉山佳寿子
この物語の主人公。明るくて元気な性格である。モチーフは晴。イメージカラーは赤。太陽のような髪型が特徴。お腹（服の腹部）にある太陽の形をした鏡は、太陽の光の力で晴れに変える「ピッカリ光線」という力と相手の体温を上げる「ニコニコパワー」を使うことができる。また、マントを装着していなかったり、マントが汚れていたり、背中のマントは日頃から陽の光を蓄えておかないとピッカリ光線が使えない。足も非常に速く、常にごろたんとは張り合う様子が見られる。怒ると乱暴な口調に変わってしまう。泳ぐのは大の苦手。一人称は「ボク」。なお、人間の容姿をしているのは彼とフーコのみである。アニメでは唯一全話に登場する。
あめたん
声：山本圭子
非常に泣き虫で雨が好き。モチーフは雨。イメージカラーは水色。泣くと、涙の粒が飴（キャンディー）に変わり、その飴は食べられる。ただし、火事などの火を見てしまうと、涙は飴ではなく、水たまりに変わってしまう。また、彼が常に持っている傘は、パラシュートやテントの役割を果たすこともできる不思議な傘を持つ。意外と清潔らしい。語尾に「〜ピチ」を付けて話す。一人称は「ボク」。
しとしと坊主
声：杉山佳寿子
あめたんのパートナー。てるてる坊主をモチーフとしているが、モチーフは彼と同様雨。イメージカラーは白。普段はあめたんの傘とつながっている。「チャプチャプ」としか話せないが、彼の言葉を理解できるのはあめたんのみである。
くもたん
声：三田ゆう子
まったりとした性格で度が過ぎた食いしん坊。モチーフは雲。イメージカラーは黄色。常に手にしている綿あめのようなものは食べた後から「もくもくガス」という毒ガスを吐くことができる。また、ちぎって食べると、「ふうせんもふ」という風船のようなものができる。ただし、彼以外の人が大量に食べると風船になってしまう。ロケットや飛行機などの様々な物に変身することもできる。実は怒るととても怖く、その顔は顔から火が出るほど手に負えない。語尾に「〜モー」を付けて話すことがある。一人称は「モック」。なお、5人の中では最も背が低い。
ごろたん
声：田中真弓
お調子者で悪戯っ子。モチーフは雷。イメージカラーは緑。彼にも技を持ち、「エレキッチュー」というキスをするだけで相手を感電させる必殺技を持つ。お尻から尻尾のように突き出ているコンセントは地面に差し込んで、頭の角をボタンのように押すとそれが光る。また、怒ると頭の角に電気がたまる。少々苛めっ子的存在でもあり、その仲間に対する意地悪から一部の話で仲間たちに仕返しをされたり懲らしめられたり、かげろうむしに自分の影をとられたりなどの悲惨な一面が見られる。また、大の甘い物好きであり、あめたんを泣かして飴を要求したこともある。はれたん同様に足も非常に速く、常にはれたんとは張り合う様子が見られる。フーコとの絡みあいが多いせいか、フーコになぜか思いを寄せているところもある。仲間内では、話数によって悲惨な目に合うケースが高め。最終回ではハリケーン大王の放った雷を打たれてパワーアップし、パワーアップ時の必殺技「かみなりがえし」 でハリケーン大王をやっつける活躍をみせた。語尾に「〜ズラ」を付けて話す。一人称は「オイラ」。
ゆきたん
声：塩屋翼
体格がよく、力持ち。モチーフは雪。イメージカラーは白と青。5人の中では背が最も高く、一番強い。「ゆきだるマンモス」という口から氷を吐く必殺技を持ち、相手の体温を下げる「ブルブルパワー」を使うことができる。あめたん同様にとても清潔であり、お掃除は欠かさないらしい。頭に常にかぶっているアイスキャップは力の源らしい。ただし、アイスキャップを被っていない状態で暑い所に長時間いると、熱を出してしまう。また、駆けっこは大の苦手であり、誰かが掘った落とし穴に落ちてしまうなど、ドジな一面がある。また、彼のポケットにあるニンジンは、土に埋めて水をあげると巨大なニンジンの扇風機として変化することができる。一人称は「オレ」だがごく稀に「ボク」ということもある。
バームじいさん
声：宮内幸平
おてんきランドの中央にいる老人の大木。根っこはおてんきランドを支えている雲まである。風が教えてくれるので、おてんきランドの中央にいてもなんでもよく知っている。
タイフーン一族
「たいふうがやってきた」で初登場。モチーフは台風。このおてんきランドを彼らのものにするために企む悪役たち。
ハリケーン大王
声：島香裕
タイフーン一族の大王。普段は雲で体を隠しているが、最終回（後編）では雷の光を打たれてパワーアップしたごろたんの必殺技「かみなりがえし」により、姿を現わしてしまい、はれたんに「おてんきランドはみんなのものだよ」と言われた後、手下と共にどこかへ帰った。体色はピンクで、金色の王冠をかぶっている。一人称は「わし」。
ミリバール大臣
声：田の中勇
タイフーン一族の大臣。サイクロンズにいつも命令をしている。最終回（後編）でははれたんに「おてんきランドはみんなのものだよ」と言われた後、ハリケーン大王やサイクロンズと共にどこかへ帰った。体色は青磁色で、頭の色は青紫。
フーコ
声：江森浩子
タイフーン一族の姫。イメージカラーはピンク。髪の色は菫色。生意気でわがままでいたずらっ子。雲にのって空を飛ぶこともできる。ごろたんとの絡みあいが多いせいか、ごろたんになぜか思いを寄せているところもある。最終回（後編）でははれたんたちと一緒におてんきランドにすむことになった。一人称は「あたし」。なお、人間の容姿をしているのははれたんと彼女のみで、この物語の唯一の女性キャラクターである。
サイクロンズ
ミリバール大臣の子分たち。フーコと同様かなりのいたずらっ子で、あめたんやくもたんのいつも持っている物を奪うなどしたりする。また、ゆきたんが大の苦手で彼のことを「ゆきだるま」と言う。最終回（後編）でははれたんに「おてんきランドはみんなのものだよ」と言われた後、ハリケーン大王やミリバール大臣と共にどこかへ帰った。
バリバリ
声：飛田展男
サイクロンズ1号。外見はドンドンと同じだが、体色はオレンジ色でドンドンより背か低く、腕は指が3本あるように見える。なお、このような腕をしているのは彼のみである。一人称は「俺」。
ドンドン
声：桜井敏治
サイクロンズ2号。外見はバリバリと同じだが、体色は黄土色でバリバリより背が高い。語尾に「〜ドン」を付けて話す。一人称は「俺」。また、3人の中では最も背が高い。
ガリガリ
声：大谷育江
サイクロンズ3号。外見は他の2人とは違い、上半身と下半身が丸く、体色は紫。一人称は不明。また、3人の中では最も背が低い。

放映リスト
1. おてんきランドのはれたん（1991年4月1日）
2. なきむしあめたん（1991年4月2日）
3. トンガリやまのくもたん（1991年4月3日）
4. でんきのごろたん（1991年4月4日）
5. ゆきやまのたいけつ（1991年4月5日）
6. あめたんのオネショ（1991年4月12日）
7. だれがいちばん（1991年4月19日）
8. おてんきむらのがまんたいかい（1991年4月26日）
9. かけっこはもうこりごり（1991年5月3日）
10. なないろケーキもどき（1991年5月10日）
11. あさのおくりもの（1991年5月17日）
12. かぜにのるひ（1991年5月24日）
13. ごろたんかじになる（1991年5月31日）
14. あめはステキなおんがくか（1991年6月7日）
15. くもたんおこる（1991年6月14日）
16. やまびこエコタン（1991年6月21日）
17. カビラをおいだせ（1991年6月28日）
18. たいふうがやってきた（1991年7月5日）
19. フーコはおてんばたいふう（1991年7月12日）
20. あさがおラッパでおはよう（1991年7月19日）
21. かげろうむしにきをつけろ（1991年7月26日）
22. ゆきたんのアイスキャップ（1991年8月26日）
23. おばけのすむもり（1991年8月27日）
24. にじむしいろのハーモニー（1991年8月28日）
25. おてんきランドのだいピンチ（前編）（1991年8月29日）
26. おてんきランドのだいピンチ（後編）（1991年8月30日）
27. あめたんのぼうけん（前編）（1991年9月6日）
28. あめたんのぼうけん（後編）（1991年9月13日）
29. あめのちくもりこころによりハレルヤ（前編）（終〈前編〉）（1991年9月20日）
30. あめのちくもりこころによりハレルヤ（後編）（終〈後編〉）（1991年9月27日）

主題歌
オープニング
「おてんきボーイズのテーマ」（イントロver.）
エンディングテーマ
「おてんきボーイズのテーマ」（テレビサイズver.）
作詞 - 田中浩司、作曲 - 池毅、歌 - かいばしらず

#### えくぼおうじ/えくぼちゃんとぶーばちゃん
1991年4月8日 - 9月30日、1992年4月6日 - 9月28日放送。
えくぼおうじ（声：渕崎ゆり子）を中心にしつけや道徳の要素を織り込んだ幼児向けアニメ。原作は作：山本省三、絵：冬野いちこの絵本。
放映リスト
1. げんきにおはよう（1991年4月8日）
2. おやつのまえには（1991年4月9日）
3. おしっこしゃー（1991年4月15日）
4. てをあらおう（1991年4月16日）
5. ごみはくずかごに（1991年4月22日）
6. おへんじはい（1991年4月23日）
7. たべたらしゅっしゅっ（1991年4月29日）
8. ひとりでねましょう（1991年4月30日）
9. すわってたべます（1991年5月6日）
10. みんなでぴょん（1991年5月7日）
11. ごちそうさま（1991年5月13日）
12. おうだんほどうをわたろう（1991年5月14日）
13. おかたづけじょうずね（1991年5月20日）
14. おやすみなさい（1991年5月21日）
15. おふろだいすき（1991年5月27日）
16. にこにこおてつだい（1991年5月28日）
17. はなとなかよし（1991年6月3日）
18. おしっこしたかな（1991年6月4日）
19. かしてねはい（1991年6月10日）
20. なかよくわけよう（1991年6月11日）
21. こんにちは（1991年6月17日）
22. たすけてあげよう（1991年6月18日）
23. あめのひには（1991年6月24日）
24. かえってきたら（1991年6月25日）
25. もうねましょう（1991年7月1日）
26. じゅんばんで（1991年7月2日）
27. なんでもたべよう（1991年7月8日）
28. がんばって（1991年7月9日）
29. やくそく（1991年7月15日）
30. ポイはやめよう（1991年7月16日）
31. おめでとうおめでとう（1991年7月22日）
32. おひるねぐーぐー（1991年7月23日）
33. ごめんなさい（1991年7月29日）
34. みんなでおてつだい（1991年7月30日）
35. ありがとう（1991年8月5日）
36. かみのけシャワシャワ（1991年8月6日）
37. やさしくね（1991年8月13日）
38. どこへいくの（1991年8月19日）
39. パジャマきられたよ（1991年8月20日）
40. ひとりでぬげます（1991年8月26日）
41. ものをたいせつに（1991年8月27日）
42. きちんとひとつずつ（1991年9月2日）
43. これぼくのもの（1991年9月3日）
44. できたぞう（1991年9月9日）
45. しょうじきに（1991年9月10日）
46. みんなでやさしく（1991年9月16日）
47. もったいない（1991年9月17日）
48. しんごうごっこ（1991年9月23日）
49. なかよくあそぼう（1991年9月24日）
50. ばなしはなし（1991年9月30日）
51. おはなしきいてね（1992年4月6日）
52. らんぼうしないで（1992年4月8日）
53. なにしてあそぶ（1992年4月14日）
54. さぼっちゃだめ（1992年4月16日）
55. わすれものないかな（1992年4月20日）
56. ふりまわさないで（1992年4月23日）
57. バスのなかでは（1992年4月27日）
58. よろこぶのはなあに（1992年4月29日）
59. たべきれるかな（1992年5月5日）
60. ビシャビシャやめよう（1992年5月12日）
61. がまんがまん（1992年5月18日）
62. あきらめないで（1992年5月25日）
63. あきかんはすてないで（1992年6月2日）
64. つめはきれいに（1992年6月8日）
65. かぜをひいたら（1992年6月15日）
66. あかちゃんがうまれるよ（1992年6月24日）
67. なかよくみんなで（1992年6月30日）
68. なまえいえるよ（1992年7月6日）
69. いきものはたいせつに（1992年7月14日）
70. けがをしたときは（1992年7月20日）
71. ゆびしゃぶりはやめよう（1992年7月30日）
72. きれいにたべよう（1992年8月3日）
73. つめたいものはすこしだけ（1992年8月10日）
74. しょうじきにいおう（1992年8月19日）
75. おみまいはしずかに（1992年8月24日）
76. いたいのいやだね（1992年8月31日）
77. かわをきれいに（1992年9月7日）
78. ひとりじめしないで（1992年9月14日）
79. はなをたいせつに（1992年9月22日）
80. よそみはあぶない（1992年9月28日）

#### ピーターラビットとなかまたち
世界的に有名なピーターラビットの絵本を原作としたアニメーション。1990年にフジテレビが本作と同じく英国のテレビシリーズである「きかんしゃトーマス」の放映権を獲得し、それに続いてピーターラビットの放映権も獲得したことに関連してか、本作のオリジナル版クレジットにはフジテレビとポニーキャニオンが共同製作として表記されている。後継番組「ポンキッキーズ」でも引き続き放送。壇ふみがナレーションを担当した。

#### ともだちでいようね
森の動物たちが主人公の物語。原作はサザンオールスターズの原由子、脚本は直木賞作家の森絵都である。ナレーション、エンディングテーマ曲も原由子がつとめた。

## 番組エピソード
- 番組のコンセプトとして、OTOMODACHI（おともだち）がキーワード。『ポンキッキーズ』以降でもエンディングには歌「みんなともだち」がしばしば使用され、おともだち哲学は一貫している。
- 番組から生まれた『およげ!たいやきくん』が社会現象となっていた1976年2月には、視聴率22%を記録した[11]（夕方の再放送。朝の本放送は視聴率16%[12]）。1988年（もえみお姉さん時代）、視聴率が20％だった。
- 番組初期では、おねえさんの他に船長（キャプテン）という人物が出演しており、彼がガチャピンとムックを日本に連れてきたという設定があった。また、ガチャピンは当初のんびりした内気な性格に設定されていた。
- 1976年12月31日に放送された子供向け年末特別番組『'76わんぱくチビッコ大集合!』では、ガチャピンとムックが出演し、『ママとあそぼう!ピンポンパン』の当時のお姉さんである酒井ゆきえと共演した。
- 1977年4月8日には、萩本欽一がフジテレビ全番組に出演するイベント『欽ちゃんのドーンと24時間』の一環として、萩本が出演した。
- 1992年10月2日、5000回目の放送時にNHKの『にこにこぷん』（『おかあさんといっしょ』内の番組）のキャラクターがゲスト出演。テレビ局の枠組みを超えて、幼児番組の人気キャラクター同士、夢の共演となった。なお、この出演が「にこにこぷん」として事実上最後のステージであり、同作は10年半の歴史に幕を降ろした（因みに、その放送の翌日「おかあさんといっしょ」内で「にこにこぷん」の最終回が放送された）。なお、5か月前の同年5月5日に『おかあさんといっしょ』でガチャピンとムックがファミリーコンサートにゲスト出演したこともある。
- 構成作家には放送開始時から約10年間『できるかな』のノッポさんこと高見映が起用されており、野田宏一郎が他番組に出演した高見を見て「リズム感溢れた輝いたおっさんがいるな」と思って声をかけたのが理由[13]。
- 一時期、新聞「ポンキッキニュース」の発行やコンピューターによる幼児の発達診断を郵送にて行うサービスが存在した。
- 1990年代にはCGも取り入れ、AppleのMacintoshが使用されている（エンディングのスタッフロールにロゴがクレジットされている）。
- 関東地区では、本放送時間が朝に移動した1975年10月から平日17:30で当日放送分の再放送を開始、1978年9月で直前の『ママとあそぼう!ピンポンパン』の再放送が一旦休止すると[注 7] 当番組の再放送も一旦休止し、1979年4月より平日16:00で再開するも年内で再び休止、その後1987年12月に同枠で1ヶ月間再放送した後、本放送が15分拡大した1988年4月から同枠で内容を再編集して再開したが半年で終了した。

## 出演者

### おねえさん
- 初代 1973.04 - 1975.03 - 可愛和美
- 2代 1975.04 - 1976.03 - 日向亜希
- 3代 1976.04 - 1978.03 - 石井雅子
- 4代 1978.04 - 1981.03 - 高橋愛美
- 5代 1981.04 - 1983.03 - 荒川美奈子
- 6代 1983.04 - 1986.03 - 石丸有里子
- 7代 1986.04 - 1987.02 - 広瀬えり子
- 8代 1987.04 - 1989.09 - 木の内もえみ
- 9代 1989.10 - 1992.03 - 橘いずみ
- 10代 1992.04 - 1993.09（ポンキッキーズ含めると1994.03） - 三輪優子

### おにいさん
- 初代 1973.10 - 1975.12頃 - はせさん治、谷幹一
- 2代 1976.04 - 1978.03頃 - 劇団東京乾電池（柄本明、ベンガル、綾田俊樹）
- 3代 1978.04 - 1988.03 - はせさん治（再加入）、パンチョ加賀美（「さんちゃん」「パンチョ」）
- 4代 1987.04 - 1993.09 - 山崎清介、砂川直人（後期では「やまちゃん」「なおちゃん」）

### キャラクター
- ガチャピン 1973.04 - 1993.09
  - 演:大坂昭一 他
  - 声:初代 - 矢沢邦江（雨宮玖二子に改名）
- ムック 1973.04 - 1993.09
  - 演:岩井潤一 他
  - 声:初代 - 石山かつみ→2代 - 松田重治

### その他
- ペギー葉山 1973.04 - 1988.03（開始初期の2年半はメイン進行役兼「歌のおばさん」の役回りで番組全編に出演。その後、1975年秋からは放送枠移動に伴う番組構成の変更、及びペギー自身のスケジュール都合から、原則として事前収録の「しつけ」コーナー担当として、1988年まで引き続きレギュラー出演。但し、「しつけ」専任となった後も、回によっては度々スタジオパートに参加する場合もあった）
- てんぷくトリオ 1973.04 - 1973.09
- 船長 1973.04 - 降板時期不明 （開始初期から数年間出演。『ポンキッキシリーズ』を回顧する企画で放送される1973年の放送映像にて姿は確認できるが、誰が演じていたかは不明である）

### 変遷

#### 1973年4月 - 1973年9月
- メイン進行
  - ペギー葉山
- おねえさん（進行アシスタント）
  - 可愛和美
- キャラクター
  - ガチャピン / ムック
- その他
  - てんぷくトリオ / 船長

#### 1973年10月 - 1975年3月
- メイン進行
  - ペギー葉山
- おねえさん（進行アシスタント）
  - 可愛和美
- おにいさん
  - はせさん治 / 谷幹一
- キャラクター
  - ガチャピン / ムック
- その他
  - 船長

#### 1975年4月 - 1975年9月
- メイン進行
  - ペギー葉山
- おねえさん（進行アシスタント）
  - 日向亜希
- おにいさん
  - はせさん治 / 谷幹一
- キャラクター
  - ガチャピン / ムック
- その他
  - 船長

#### 1975年10月 - 1975年12月
- おねえさん（ここから「おねえさん」役のタレントがメインのスタジオパート進行を担当するようになる）
  - 日向亜希
- おにいさん
  - はせさん治 / 谷幹一
- キャラクター
  - ガチャピン / ムック
- その他
  - ペギー葉山（ここから原則として「しつけコーナー」専任に） / 船長

#### 1976年1月 - 1976年3月
- おねえさん
  - 日向亜希
- キャラクター
  - ガチャピン / ムック
- その他
  - ペギー葉山 / 船長

#### 1976年4月 - 1978年3月
- おねえさん
  - 石井雅子
- おにいさん
  - 柄本明 / ベンガル / 綾田俊樹（3名とも劇団東京乾電池に所属）
- キャラクター
  - ガチャピン / ムック
- その他
  - ペギー葉山 / 船長

#### 1978年4月 - 1979年3月
- おねえさん
  - 高橋愛美
- おにいさん
  - はせさん治 / パンチョ加賀美
- キャラクター
  - ガチャピン / ムック
- その他
  - ペギー葉山 / 船長

#### 1979年4月 - 1981年3月
- おねえさん
  - 高橋愛美
- おにいさん
  - はせさん治 / パンチョ加賀美
- キャラクター
  - ガチャピン / ムック
- その他
  - ペギー葉山（船長が卒業しペギー葉山が残る）

#### 1981年4月 - 1983年3月
- おねえさん
  - 荒川美奈子
- おにいさん
  - はせさん治 / パンチョ加賀美
- キャラクター
  - ガチャピン / ムック
- その他
  - ペギー葉山

#### 1983年4月 - 1986年3月
- おねえさん
  - 石丸有里子
- おにいさん
  - はせさん治 / パンチョ加賀美
- キャラクター
  - ガチャピン / ムック
- その他
  - ペギー葉山

#### 1986年4月 - 1987年3月
- おねえさん
  - 広瀬えり子
- おにいさん
  - はせさん治 / パンチョ加賀美
- キャラクター
  - ガチャピン / ムック
- その他
  - ペギー葉山

#### 1987年4月 - 1988年3月
- おねえさん
  - 木の内もえみ
- おにいさん
  - はせさん治 / パンチョ加賀美 / 山崎清介 / 砂川直人
- キャラクター
  - ガチャピン / ムック
- その他
  - ペギー葉山

#### 1988年4月 - 1989年9月
- おねえさん
  - 木の内もえみ
- おにいさん
  - 山崎清介 / 砂川直人（はせさん治とパンチョ加賀美とその他のペギー葉山が卒業し山崎清介、砂川直人が残る）
- キャラクター
  - ガチャピン / ムック

#### 1989年10月 - 1992年3月
- おねえさん
  - 橘いずみ
- おにいさん
  - 山崎清介 / 砂川直人
- キャラクター
  - ガチャピン / ムック

#### 1992年4月 - 1993年9月
- おねえさん
  - 三輪優子
- おにいさん
  - 山崎清介 / 砂川直人
- キャラクター
  - ガチャピン / ムック

## 歴代のテーマ曲

### OP
- 1973.04 - 1976.03 - ポンキッキ・スキャット（ポンキッキ合唱団[注 8]）
- 1976.04 - 1979.03 - ポ・ポ・ポ・ポ・ポポポ・ポ・ポンキッキ（柿葉享子、ロイヤルナイツ[注 9]）
- 1979.04 - 1986.03 - 青い空白い雲（かはしかつみ）
- 1986.04 - 1988.03 - きょうも1センチ（マナ[注 10]）
- 1988.04 - 1989.03 - ご期待下さい!（うしろ髪ひかれ隊）
- 1989.04 - 1990.03 - ふしぎなぼうけん（真璃子）
- 1990.04 - 1992.03 - もっと!（しばたかの）
- 1992.04 - 1993.03 - ふしぎ色のプレゼント（安東佑季）
- 1993.04 - 1993.09 - グッドモーニング・トゥ・ジ・アース（インストゥルメンタル曲）

### ED
- 1973.04 - 1976.03 - おはよう・さよなら・ポンキッキ（御影あい子、ミレード児童合唱団）
- 1976.04 - 1979.03 - 未来へつづくポンキッキ（いしいまさこ、ロイヤルナイツ[注 11]）
- 1979.04 - 1986.03 - かもめはそらを（かはしかつみ）
- 1986.04 - 1988.03 - ちきゅうともだち（ひやまきよし[注 10]）
- 1988.04 - 1989.03 - 今日はサイコー!（うしろ髪ひかれ隊）
- 1989.04 - 1990.03 - ようこそぼくんちへ（真璃子）
- 1990.04 - 1992.03 - ハロー・マイフレンズ（しばたかの）
- 1992.04 - 1993.09 - パットピットポン（窓花さなえ / 三輪優子 / 山崎清介 / 砂川直人 / ガチャピン / ムック）
- 1992.04 - 1993.09 - 風の花束（ぶんけかな）

## 楽曲
（五十音順、レコードメーカーはリリースしたレコード会社を記している曲以外は全てポニーキャニオン）

### あ行
- あいうえおほしさま（うらいみさこ）
- あいたたたぬきたぬき（鹿島ヒデヤ）
- あさがお体操（ポンキッキちびっこ合唱隊）
- あしおとのうた（堀絢子）
- あのねママ（荒木康一郎）
- アブナイ！サイン
- 雨が降らなきゃ困っちゃう
- 雨の日も楽しく
- 雨の日もラララ
- 雨のふる日はぼくゴリラ（ポンキッキ男声合唱団）
- アメリカインディアンの教え（子門真人）[注 12]
- 雨もり寺のおしょうさん（平野レミ、宍倉正信、サヴィーネ）
- 雨は天使のパラシュート（川島和子、ミンツ）
- アラビアのおひめさま（作詞・作曲：吉田美智子、編曲：柴矢俊彦、うた：木の内もえみ）
- アラッ!でんわ（作詞：伊藤アキラ、作曲：林哲司、編曲：大谷和夫、うた：ぶんけかな）
- ありさんがみつけた
- いがぐり ぐりぐり
- いし（柿葉享子）
- いちばんロック（前田雅子、ロイヤルナイツ）
- 1・2・3
- いっとうしょうたいそう1（木の内もえみ、ガチャピン、ムック）
- いっとうしょうたいそう2（橘いずみ、ガチャピン、ムック）
- いっぽんでもニンジン（なぎらけんいち）
- いとしのパップタップ（パップタップス）
- いもうと
- いろいろこんにちは（木の内もえみ）
- いろいろばなし
- いろんなボクがいる
- ウィンキーのおまじないうた（波瀬満子）
- ウキウキバースディ（ポンキッキ合唱団）
- うしろむきのうし（伊集院良二）
- 宇宙船地球号のマーチ（ロイヤルナイツ）
- うめぼしのうた（鈴木玲子）
- うわさのキョンシーたいそう（作詞：森雪之丞、作曲：菊池俊輔、うた：木の内もえみ）
- エアロビックリ（児島由美）
- えくぼのはてな（せな） - 「えくぼおうじ」テーマソング。
- SOSペンペンコンピュータ（ペグモ）
- オイラのてんきよほう（石岡ひろし）
- おーい、かばくん（中川ひろたか）
- オーレ!チャンプ（NAKAZY）
- おかしいゾウ（なぎらけんいち）[注 13]
- おかしなスイカ（水森亜土）
- おっぱいがいっぱい（作詞：冬杜花代子、作曲：三木たかし、編曲：馬飼野俊一、うた：ぶんけかな）
- おっぱいぱい（ガチャピン、ムック、おねえさん）
- お天気雨チュチュ（広瀬えり子、森下レナ、森下エア）
- おなかがいっぱい （のこいのこ）
- おはなのホテル（白鳥英美子）
- おはようダンス（広瀬えり子）
- おふろのかぞえうた（作詞：高田ひろお、作・編曲：茅蔵人、うた：ビックリ・エレクトリック・カンパニー）[注 14]
- おべんとおべんと（橘いずみ、ガチャピン、ムック）
- オムライスチョンボNo.5（谷啓）
- おやつのおうさま（木の内もえみ）
- およげ!たいやきくん（作詞：高田ひろお、作・編曲：佐瀬寿一、生田敬太郎→子門真人）[注 15]

### か行
- かいじゅうのうた（原由子） - シングルはビクターエンタテインメントのタイシタレーベルから発売された。
- 回文21面相（山崎清介）[注 16]
- かえらなかった時計屋さん（若子内悦郎）
- かくれんぼうさぎ（本間勇輔）
- かぜひいてねんね（鹿島ヒデヤ）[注 17]
- ガチョウの物語（チェッカーズ）
- カッパッパ（児島由美）
- かまっておんど（作詞：つかこうへい、作曲：中村弘明、編曲：小林信吾、うた：大竹しのぶ）
- からだ元気?（しょうじけいすけ）[注 18]
- からまでソング
- 看板のうた（菅沼宏）
- カンフーレディー（作詞：三輪道彦、作・編曲：小山田暁、歌：高田とも子、コスモス）
- 傷だらけのぼく（天地総子）
- きた!きた!とっきゅう（作詞：伊藤アキラ、作曲：勝誠二、編曲：ACHILLES、うた：窓花さなえ）
- キッキンポのポンキッキ（作詞：海友彦、作・編曲：小倉靖、歌：石川進）
- きのう きょう あした（作詞：小春久一郎、作曲：越部信義、歌：のこいのこ）
- 恐竜音頭でグーチョキパー（三波春夫）
- 恐竜が街にやってきた（作詞：仲倉重郎、作・編曲：藤家虹二、うた：上條恒彦）
- きんこんかんのうた（ぶんけまりこ）
- ぐるぐるマーチ（作詞：北野英明、作曲：鈴木邦彦、歌：荒木康一郎、SPSシンガーズ
- クレヨンで描いたタイムマシン（SAY'S）
- 毛虫のモモちゃん（佐藤公彦）[注 19]
- げんきたいそうポンキッキ（作・編曲：後藤次利、うた：木の内もえみ）
- ケンカのあとは（作詞：荒木とよひさ、作曲：三木たかし、編曲：川口真、うた：ケント・ギルバート、ジュン・マリー）
- ゴー!ゴー!ジャンプ（橘いずみ、ガチャピン、ムック、山崎清介、砂川直人）
- ごあいさつのうた（アルフィー、池田典代）
- ごきぶりおんど（ポンキッキ・オールスターズ）[注 20]
- こころくん・こころさん（作詞：つかこうへい、作曲：南こうせつ、編曲：松山祐士 、歌：大竹しのぶ）
- こねこのしーにゃん（小笠原ちあき）
- このみちどんどん（作詞：伊藤アキラ、作曲・編曲：有澤孝紀、うた：のこいのこ、ガチャピン、ムック）
- こびとになれたら（ピコ）
- こよみをめくってきしゃがゆく（作詞：高田ひろお、作・編曲：佐瀬寿一、うた：子門真人）
- コロちゃんの大旅行（ロイヤルナイツ）
- ゴロちゃん（すぺぺ）
- こんこんこんのこぎつねさん（作詞：ちねんまさふみ、作曲：いけたけし、編曲：森村献、うた：ムック）

### さ行
- さすらいのカメ・ハメハ（マナ）
- サンデーパパ（フーコ）
- サンド1!2!3!（杉山佳寿子）
- じいちゃんのスーパーシューズ（アランドロン）
- しかられたらゴメン!（作曲・歌：クニ河内）
- ジャブジャブロック（ジョー・レモン）
- ジャングルディスコ（木の内もえみ）
- ジャンケンパラダイス（作詞：森由里子、作・編曲・うた：本間勇輔）CD(レコードまたはカセット)には、放送では使われなかった3番が収録されている。
- ジャンボダンス（アフリカン･ブラザーズ）
- ジャンボのパイロット（JUICE）
- 十二支のうた（くらっぷ）
- シュガーシュガー（マコ）
- ジョキジョキテーラー（キドアイ）
- 信号のうた（ヤング・ポンキッキ）
- すいちゅうサーカス（高木栄一）
- スーパーウルトラあわぶく人間（グッピー）
- せかいじゅうとともだち（ガチャピン、ムック）
- せかいのくるま（作詞：伊藤アキラ、作曲：SHIKAMON、編曲：ACHILLES、うた：SHIKAMON）
- せかいはおどる（西田敏行）
- そらとぶさんりんしゃ（作詞：高田ひろお、作・編曲：佐瀬寿一、うた：なぎらけんいち）[注 21]
- そらとぶなかま（作詞：伊藤アキラ、作・編曲：越部信義、うた：本間勇輔、森の木児童合唱団）
- そらのおねえさん  (作詞：伊藤アキラ、作曲・うた：穂早菜、編曲：鶴来正基)

### た行
- タイム（川村結花）
- タツジンになるんだもん（渕崎ゆり子） - 「えくぼちゃんとぶーばちゃん」テーマソング（歌唱を担当した渕崎ゆり子は当コーナーにおいてえくぼ役を担当）。
- たなあげおんど（大竹しのぶ）
- タヌキのあかちゃん（作詞：大熊義和、作曲：鹿島豪也、編曲：石田かつのり、うた：鹿嶋ヒデヤ）
- たべちゃうぞ（作詞：北村恒子、補作：岡本おさみ、作曲：吉田拓郎、編曲：京建輔、うた：ガチャピン(矢沢邦江)）
- たまごまごまご（木の内もえみ、ガチャピン、ムック）
- 月のブランコ（児島由美）
- つんつるてん（作詞：ねずくにこ、作曲：小林亜星、編曲：筒井広志、うた：フーコ）
- てるてるぼうずがあるいたら（竹田のぶあき）
- てんしのおしっこ（作詞：高柳恋、作曲：いけたけし、編曲：石田かつのり、うた：ぶんけかな、ぶんけまりこ）
- でんしゃのなかはおもちゃばこ（ぶんけかな）
- どうぶつえんにいったらば（杉山佳寿子）
- ドキドキドン!一年生（作詞：伊藤アキラ、作・編曲：桜井順、うた：ぶんけかな）
- 時をこえたフェスティバル（光GENJI）
- どこからきたの（作詞：小椋佳、作曲：玉置浩二、編曲：星勝、うた：亀渕友香）
- どないしましょか つんつるてん（かいばしらず）
- ともだちでいようね（原由子） - 未発売。アルバム収録も無し。
- ドラネコソラシド（作詞：高田ひろお、作曲：小林亜星、編曲：佐香裕之、うた：のこいのこ）[注 21]
- トランプ村の日曜日（作詞：高田ひろお、作・編曲：佐瀬寿一、うた：竹田のぶあき）
- とりになりたいな（可愛和美）
- ドレミたいそう（木の内もえみ）
- ドレミファンタジー（森の木児童合唱団）
- とんがりたいそうNo.5（ニッチモ、ガチャピン、ムック、橘いずみ）
- ドンチャンだいうちゅう（美森丸桜子）

### な行
- なくな！ダメ虫（MOJO）
- なっとうをおいしくたべるには（ジェームス小野田、原田亜希）
- なにつんでるの？ (作詞：伊藤アキラ、作曲・編曲：鶴来正基、うた：はるのうらら、世田谷ジュニア合唱団、石井杏子)
- ナマケモノ（作詞：糸井重里、作曲：小林亜星、歌：柄本明）
- なんだかうれしくなっちゃうな（作曲：佐藤允彦、作詞・歌：中山千夏）[注 22]
- なんだろんパンダロン（パンチョ加賀美、たかの羽児童合唱団）
- なんでもできる（石田智子）
- 2100ねんガチャピンキッド（窓花さなえ、世田谷児童合唱団）
- NINJIN娘（田原俊彦）
- ねぼすけペーパームーン（なわまこと）
- ねむねむのひつじ（作詞：成本和子、作曲：いけたけし、編曲：入江純、うた：ぶんけかな、分家真理子）
- ねんこっこ（作詞：小野寺悦子、作曲：鹿島豪也、編曲：松井忠重、うた：鹿島ヒデヤ）
- のりたいでんしゃ はしるきかんしゃ（作詞：伊藤アキラ、作曲：越部信義、編曲：馬飼野俊一、うた：のこいのこ）

### は行
- ばあちゃん（DE:RAH）
- パジャマナイト（Light house project）
- はだかまつりジャバ（東京キッズクラブ）
- パタパタママ（作詞：高田ひろお、作・編曲：佐瀬寿一、うた：のこいのこ）
- はたらくくるま（作詞：伊藤アキラ、作・編曲：越部信義、うた：のこいのこ）- 歌詞は3番まであり、それぞれ4種類、全部で12種類の働く車が紹介されている。
- はたらくくるま2（作詞：伊藤アキラ、作・編曲：越部信義、うた：子門真人）- 歌詞の2番は「小包」から「荷物を」に変更。「みんなのうた」の一部の曲のように。
- はたらくくるま3（作詞：伊藤アキラ、作曲：越部信義、編曲：西脇辰弥、うた：窓花さなえ）
- 8がつってすてき（ぶんけかな）
- ハッスルばあちゃん（のこいのこ）[注 23][注 24]
- ハッピークリスマス（木の内もえみ、ガチャピン、ムック）- 歌のお姉さんは木の内もえみが最初だったが、クリスマスが来てお姉さんが変わっても歌は続く）
- パップラドンカルメ（若子内悦郎）
- はなのにっぽんさのよいよい（片岡鶴太郎）
- パナシのうた（岡崎裕美）
- はなははなはな（コーポレーション・スリー）
- はれときどきぶた（内田崇吉）
- はるなつあきふゆ（吉田美智子）
- パンダがなんだ（石川進）[注 25]
- パンの唄（シンガーズ・スリー）
- Be Smiling 〜ブッシュマン・ソング〜（山村美智子）[注 26]
- ピーマンキッス（及川ちさ）
- ひとりぽっちのスニーカー（MOJO）
- ヒポポタマス（のこいのこ）
- ピンクのバク（ぶんけかな）[注 27]
- ブカブカパジャマ（のこいのこ）
- ふしぎなジーパン（竹田のぶあき）
- ふねがゆく（作詞：伊藤アキラ、作・編曲：馬飼野俊一、うた：本間勇輔）
- へっちゃらロック（CONNY'S）
- ベロベロバァ（ニッチモ、ガチャピン、ムック）
- ほいでもってブンブン 〜子供篇〜（作詞・作曲：宇崎竜童、うた：ちびっこブラザーズ）[注 28]
- ほえろ!マンモスくん（児島由美）
- ぼくがわるかった（菅沼宏）
- ぼくはきかんしゃトーマス（作詞：菅野温夫、作曲：勝誠二、歌：戸田恵子）
- ぼくはジャンボのパイロット（作詞：伊藤アキラ、作曲：勝誠二、編曲：桜井鉄太郎、うた：JUICE）
- ぼくはでんしゃ（作詞：伊藤アキラ、作・編曲：越部信義、うた：子門真人、ぶんけかな）[注 29]
- ぼくぼくとびたいの（藤田とし子）
- ぼくらはみらいのたんけんたい（橘いずみ）
- 星のハーモニー（原由子）- シングル「かいじゅうのうた」C/W、ビクターエンタテインメント タイシタレーベルから発売された。
- ホネホネロック（子門真人）[注 30]
- ポレポレ（ガチャピン、ムック、石川晶）
- ポンキッキサンバ（高橋愛美）

### ま行
- またね（橘いずみ）
- ママのおなか（山崎由香）
- ママのみぎてはまほうのて（なぎらけんいち）
- まる・さんかく・しかく（作詞：山田とも子、作・編曲：小山田暁、うた：のこいのこ）[注 31]
- マルをあげる（広瀬えり子、ガチャピン、ムック）
- まんががまんが（ポンキッキ・オールスターズ）[注 32]
- みーんなだいすき（みわゆうこ）
- みつめていたい（光GENJI 作詞・作曲：大江千里）
- みんなであそぼうどうぶつかぞく（バナナベンダーズ）
- みんなともだち（山崎清介、砂川直人）[注 33]
- むぎばたけのうちゅうじん（柴野繁幸）
- むしのカーニバル（はるのうらら、ガチャピン、ムック、世田谷ジュニア合唱団）
- メガネをかけたでめきち（堀絢子）
- メロンにきいてもわからない（増田裕子）
- もくべえじろべえ（作詞・うた：中山千夏、作曲：平尾昌晃、編曲：あかのたちお）
- もじさがしのうた（アルフィー）
- もものハート（のこいのこ）

### や行
- 野菜畑の演奏会（子門真人）
- ヤセタンとコロンタン（のこいのこ、ムーンドロップス）
- やせろ!チャールス豚三世（大野方栄）
- ヤッホー!しんかんせん（作詞：伊藤アキラ、作曲：SHIKAMON、編曲：ACHILLES、うた：おがわみと）
- ユイユイ（山川まゆみ）
- ユウウツなセーラーズ（木の内もえみ、山崎清介、砂川直人）
- ゆうべのゆめは宝島（石川進）
- ゆきのおさむらいさん（作詞・作曲：吉田美智子 うた：うらいみさこ）
- ようちえんにはいったら（とりづかひろもと）

### ら行
- ララ・サラマ（ハノアキ）

### わ行
- ワッショイまつりっこ（山本譲二）
- わっはっはたいそう（橘いずみ、ガチャピン、ムック）

他多数。

## 放送時間
| 期間       | 期間       | 放送時間（日本時間）             | 備考                                                                  |
| ---------- | ---------- | -------------------------------- | --------------------------------------------------------------------- |
| 1973.04.02 | 1975.09.30 | 月 - 金曜日14:00 - 14:30（30分） | 開始当初の放送時間。                                                  |
| 1975.10.01 | 1977.04.01 | 月 - 金曜日08:15 - 08:45（30分） | 関東地区のみ17:30 - 18:00に再放送。                                   |
| 1977.04.04 | 1988.03.31 | 月 - 金曜日08:00 - 08:30（30分） | 実際は8:01から。1981.03までは16:00 - 16:30に再放送。                  |
| 1988.04.01 | 1992.09.30 | 月 - 金曜日07:45 - 08:30（45分） | 『FNNモーニングコール』の枠移動と『朝のマンガ劇場』廃枠に伴い、拡大。 |
| 1992.10.01 | 1993.09.30 | 月 - 金曜日08:00 - 08:30（30分） | 『FNN World Uplink』の枠移動に伴い、縮小。                            |

## ネット局
詳細の無いものは第一回から最終回まで放送されたネット局。系列はネット終了時のもの。
| 放送対象地域  | 放送局                  | 系列                                                             | 備考 |
| ------------- | ----------------------- | ---------------------------------------------------------------- | --- |
| 関東広域圏    | フジテレビ(CX)          | フジテレビ系列(FNN・FNS)                                         | 制作局 |
| 北海道        | 北海道文化放送(UHB)     | フジテレビ系列(FNN・FNS)                                         | |
| 岩手県        | 岩手めんこいテレビ(MIT) | フジテレビ系列(FNN・FNS)                                         | 1991年4月開局から |
| 宮城県        | 仙台放送(OX)            | フジテレビ系列(FNN・FNS)                                         | |
| 秋田県        | 秋田テレビ(AKT)         | フジテレビ系列(FNN・FNS)                                         | [ 注 34 ] |
| 山形県        | 山形テレビ(YTS)         | フジテレビ系列(FNN・FNS)                                         | 1993年3月31日打ち切り |
| 福島県        | 福島テレビ(FTV)         | フジテレビ系列(FNN・FNS)                                         | 1983年10月3日から |
| 新潟県        | 新潟総合テレビ(NST)     | フジテレビ系列(FNN・FNS)                                         | 開始時期は不明であるが、1979年12月時点では既に放送されていた |
| 長野県        | 長野放送(NBS)           | フジテレビ系列(FNN・FNS)                                         | |
| 静岡県        | テレビ静岡(SUT)         | フジテレビ系列(FNN・FNS)                                         | |
| 富山県        | 富山テレビ(T34)         | フジテレビ系列(FNN・FNS)                                         | 現在の略称はBBT |
| 石川県        | 石川テレビ(ITC)         | フジテレビ系列(FNN・FNS)                                         | |
| 福井県        | 福井テレビ(FTB)         | フジテレビ系列(FNN・FNS)                                         | |
| 中京広域圏    | 東海テレビ(THK)         | フジテレビ系列(FNN・FNS)                                         | |
| 三重県        | 三重テレビ(MTV)         | 独立局(JAITS)                                                    | 月曜 - 金曜 17:30 - 17:59（1978年8月時点） 一時期のみ東海テレビと並行して放送。 |
| 近畿広域圏    | 関西テレビ(KTV)         | フジテレビ系列(FNN・FNS)                                         | |
| 鳥取県 島根県 | 山陰中央テレビ(TSK)     | フジテレビ系列(FNN・FNS)                                         | |
| 岡山県 香川県 | 岡山放送(OHK)           | フジテレビ系列(FNN・FNS)                                         | 1973年7月から『奥さん!2時です』（毎日放送(MBS)・東京12チャンネル(現・テレビ東京)）を打ち切りの上でネット開始 1979年3月までの放送エリアは岡山県のみ 1979年4月から相互乗り入れで香川県でも放送 |
| 広島県        | テレビ新広島(TSS)       | フジテレビ系列(FNN・FNS)                                         | 1975年10月開局から |
| 山口県        | テレビ山口(TYS)         | TBS系列(JNN) フジテレビ系列(FNS)                                 | 1970年代後半に一時期放送 |
| 徳島県        | 四国放送(JRT)           | 日本テレビ系列(NNN・NNS)                                         | 1985年4月から1993年4月2日まで |
| 愛媛県        | テレビ愛媛(EBC)         | フジテレビ系列(FNN・FNS)                                         | |
| 福岡県        | テレビ西日本(TNC)       | フジテレビ系列(FNN・FNS)                                         | |
| 佐賀県        | サガテレビ(STS)         | フジテレビ系列(FNN・FNS)                                         | |
| 長崎県        | テレビ長崎(KTN)         | フジテレビ系列(FNN・FNS)                                         | 1980年代前半打ち切り、1990年10月再開 |
| 熊本県        | テレビ熊本(TKU)         | フジテレビ系列(FNN・FNS)                                         | [ 注 47 ] |
| 大分県        | テレビ大分(TOS)         | 日本テレビ系列(NNN・NNS) フジテレビ系列(FNN) テレビ朝日系列(ANN) | 1980年3月31日打ち切り |
| 宮崎県        | テレビ宮崎(UMK)         | 日本テレビ系列(NNN・NNS) フジテレビ系列(FNN) テレビ朝日系列(ANN) | [ 注 50 ] |
| 鹿児島県      | 鹿児島テレビ(KTS)       | 日本テレビ系列(NNN・NNS) フジテレビ系列(FNN) テレビ朝日系列(ANN) | 1981年3月31日打ち切り |
| 沖縄県        | 沖縄テレビ(OTV)         | フジテレビ系列(FNS)                                              | |

## 受賞歴
番組後期には、これらの受賞歴がオープニングあるいはエンディングにてロールスーパーで表示されていた。
- 1977年 第9回テレビ大賞優秀番組賞
- 1978年 第4回放送文化基金賞児童・幼児向け番組部門奨励賞
- 1983年 第26回ニューヨーク国際フィルム・テレビ・フェスティバル児童教育賞
- 1984年 アジア太平洋放送連合児童番組部門賞
- 1985年 児童福祉文化奨励賞
- 1986年 バンフテレビフェスティバル子供番組賞
- 1988年 バグダッド国際テレビフェスティバル児童番組賞
- 1990年 番組内コーナー「プルーラとせかいのにんぎょうたち」中央児童福祉審議会児童文化財推薦
- 厚生省中央児童福祉審議会推薦

## スタッフ
- 構成：高見映（1988年頃まで担当）、高田文夫（1973年に当番組で構成作家デビュー）、秋元康（アルバイト）、永井準、今林芳木、小川美篤、笹本妙子、田中浩司 他
- プロデューサー：五社英雄（チーフ・プロデューサー）[28]、太地恒夫、大島正（元フジテレビ部長）、藤田洋一（元フジテレビ副部長）、荒井忠志、筧達二郎（参加当初はディレクター） 他
- 演出：野田宏一郎（野田昌宏）、古城和明 他
- ディレクター：古矢直義、前田利博、一木正徳、須藤哲平、三輪道彦、西村直樹、浅井敏春、平松滋、菅野温夫、森田倫代、田島俊朗、矢崎一雄、沖田新司、木藤信吾、河内伸一、渡辺康文、鈴木哲夫、峰一郎、森俊、上田潤、南新一郎、大森正孝、戸崎春雄、安斎房江、伴在和恵 他
- 音楽：藤家虹二、ジョニー野村、クニ河内、関田昇介、池毅、有澤孝紀
- 挿入歌の主な作詞：伊藤アキラ、高田ひろお 他
- 挿入歌の主な作曲：佐瀬寿一、越部信義、小山田暁 、池たけし、本間勇輔 他
- 協力：日本テレワーク、LITTLE STUDIOS.INC.、光子館、バンエイト、共同テレビビデオ編集センター、ビデオ・サンモール、IMAGICA 他
- 美術：根本研二、山根安雄、望月澄人、山田茂夫 他
- 技術：吉田勝美、中川清幸、田中孝生 他（八峯テレビ）
- 照明：大沢毅、河原敬司、酒井謙二 他（FLT）
- 音効：長谷川龍（ノイズ）、石川清
- 監修：東洋、「ひらけ!ポンキッキ」カリキュラム委員会 他
- 製作協力：フジテレビプロジェクト
- 製作著作：フジテレビ